# أوتليا مستدقة
أوتليا مستدقة (الاسم العلمي:Ottelia acuminata) هي نوع من النباتات يتبع جنس الأوتليا من الفصيلة الحب المائية.